# Kloster von Cós

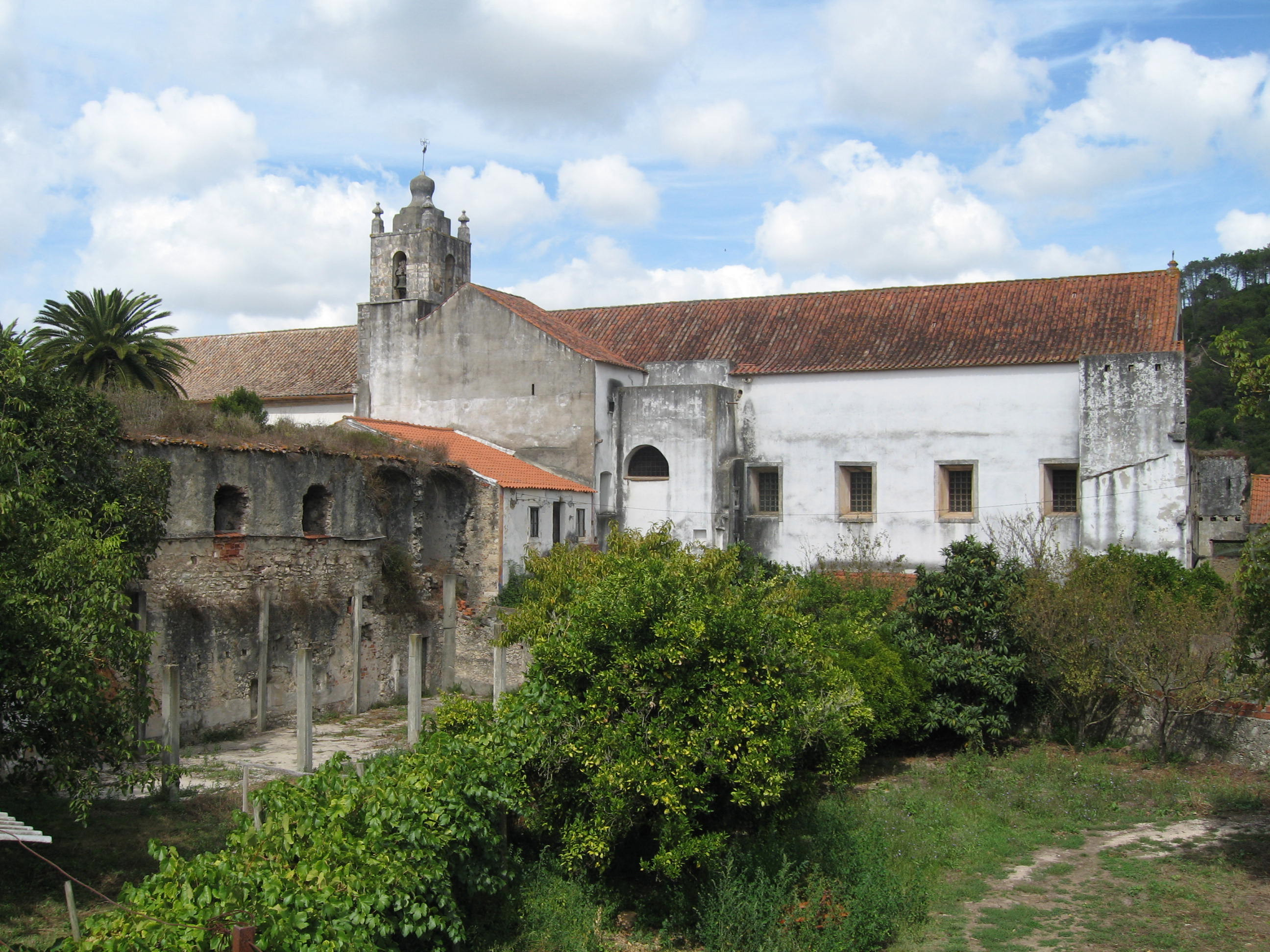
Klosterkirche mit Ruinen

Das Kloster Santa Maria von Cós (Mosteiro de Santa Maria de Cós) war ein Zisterzienserinnenkloster in der portugiesischen Gemeinde Cós, auch Coz geschrieben, im Kreis Alcobaça im Distrikt Leiria. Es unterstand der Jurisdiktion der etwa acht Kilometer entfernt liegenden Abtei von Alcobaça. Es wurde 1834 im Zusammenhang mit der staatlich verfügten Schließung der Klöster in Portugal aufgelöst. Neben der Klosterkirche sind heute nur noch die Ruinen des Dormitoriums geblieben.

## Geschichte

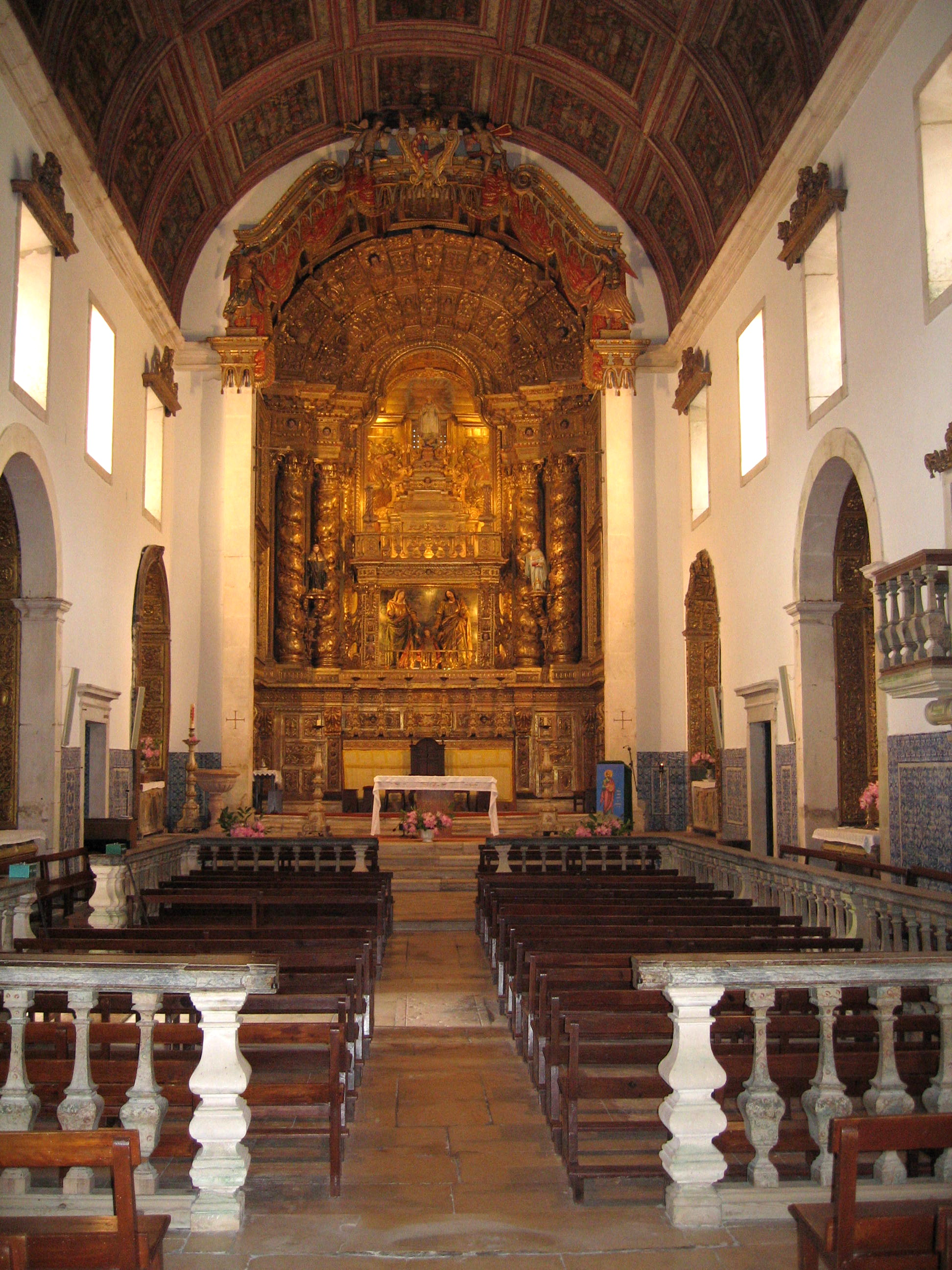
Klosterkirche Altarraum

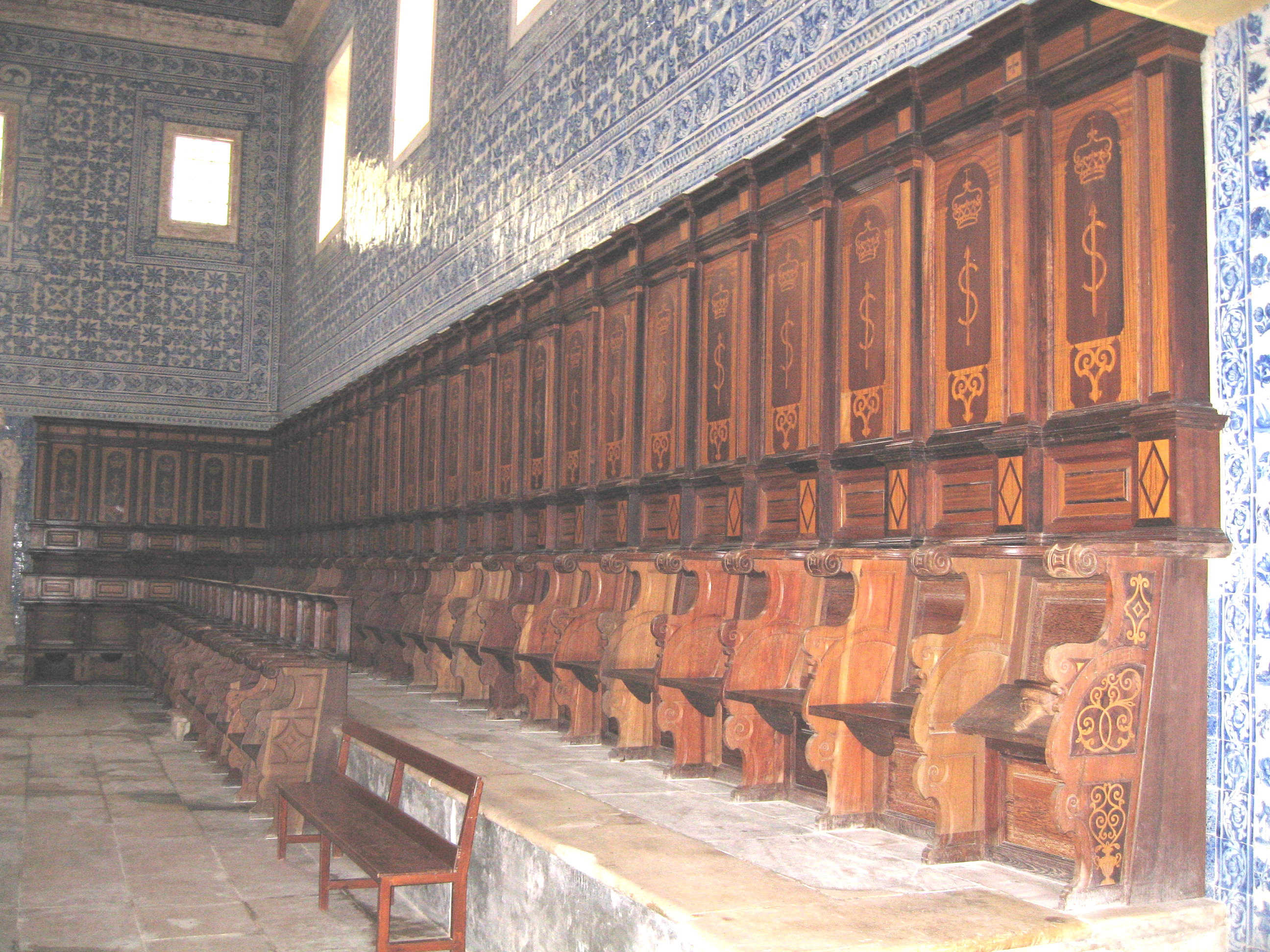
Chorgestühl

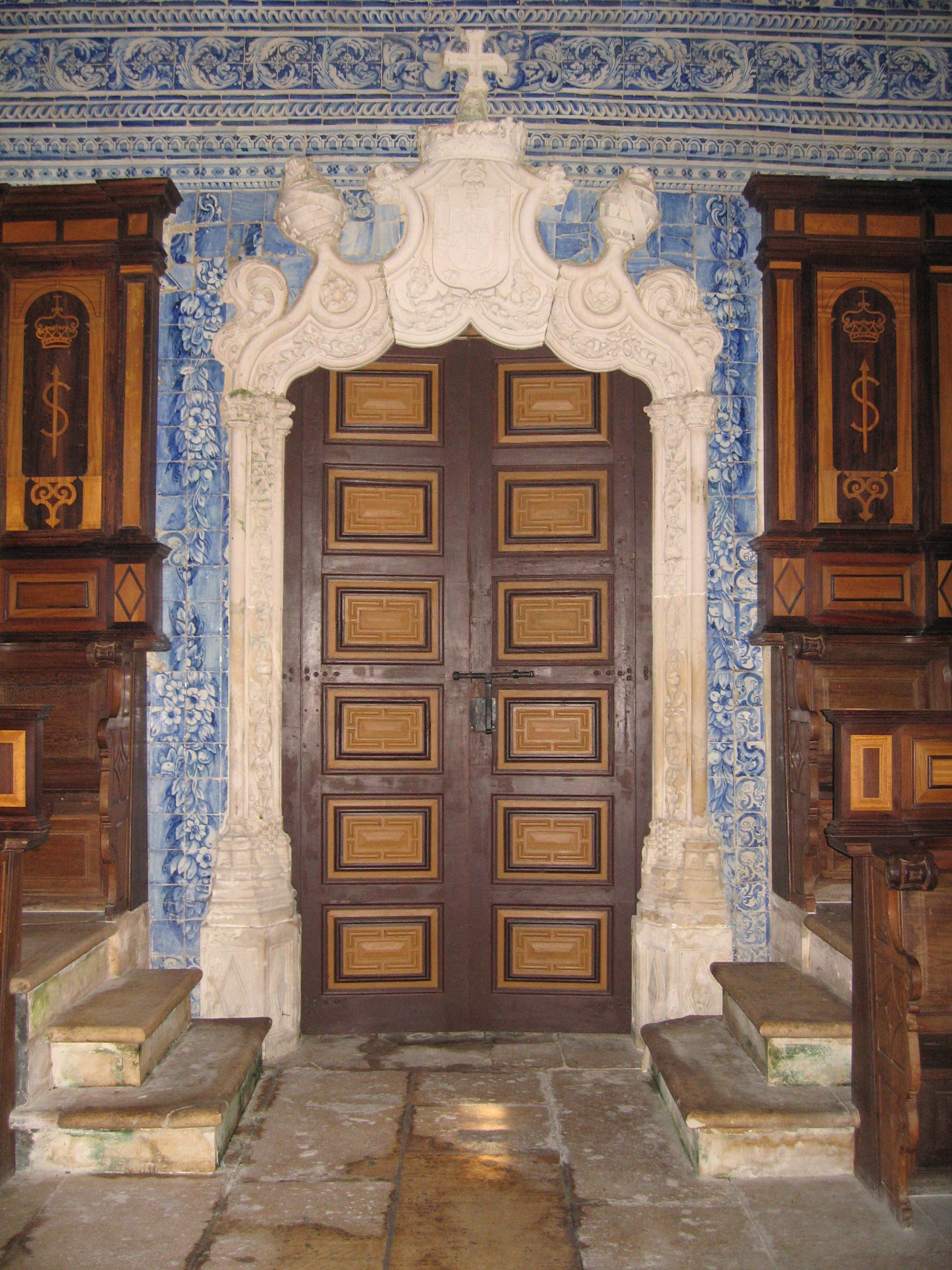
Manuelinische Tür

### Gründung
Das Kloster geht zurück auf eine von König Sancho II. (1204–1248) verfügte testamentarische Anordnung zur Gründung eines Frauenkonvents, die im Jahre 1279 der damalige Abt von Alcobaça, Don Fernando, ausführte. Es handelte sich hierbei um eine der ganz wenigen unmittelbaren Gründungen eines Tochterklosters durch die Abtei Alcobaça. Die Besiedlung der Gegend von Cós reichte wahrscheinlich bis ins 8. Jahrhundert v. Chr. zurück und die Abtei hatte dort bereits einen Meierhof gegründet. Die Gründung von Nonnenklöstern in der Nähe von Klöstern von Männern hatte bei den Zisterziensern Tradition. Bereits der Gründer des Ursprungskloster der Zisterzienser in Cîteaux, der Heilige Robert von Molesme, hatte in der Nähe in Tart das erste Nonnenkloster der Zisterzienser etabliert. Gerade in der Anfangszeit der Zisterzienserbewegung im 12. und 13. Jahrhundert war es nicht selten, dass selbst verheiratete Männer ins Kloster eintraten und ihre Frauen, manchmal samt Kinder, ebenso wie auch sich dem Mönchleben verschreibende Brüder ihre Schwestern, manchmal sogar ihre Mütter, zum Eintritt in ein Nonnenkloster drängten. Es wird daher angenommen, dass anfangs auch in Cós vor allem Frauen aufgenommen wurden, die den Mönchen der Abtei von Alcobaça nahestanden.

### Aufstieg zum Zisterzienserkloster
Der Frauenkonvent in Cós führte aber bis ins 16. Jahrhundert ein Schattendasein, auch ist eine bauliche Entwicklung der Einrichtungen in dieser Zeit kaum nachweisbar. Erst nachdem eine Abordnung des Konvents 1532 das Hauptkloster der Zisterzienser in Citeaux besucht hatte, wurde der Konvent formell den Zisterzienserregeln unterstellt und als Nonnenkloster dieses Ordens anerkannt. Etwa 1558 begann der Aufstieg dieses Klosters, nunmehr vor allem von dem Kardinalkönig Henrique gefördert, der auch zwischen 1540 und 1580 Abt von Alcobaça und während der letzten beiden Jahre seines Lebens König von Portugal war. Aus dieser Zeit und dem nachfolgenden Jahrhundert stammen die Kirche wie auch die Ruinen des Klosters. Nach der Größe des Chorgestühls gehörten dem Kloster bis zu 160 Nonnen an. Das Kloster wurde wie alle Klöster in Portugal im Jahre 1834 geschlossen und später verkauft. Die Kirche wurde vom Staat zurückerworben, die Klosterruinen befinden sich heute noch im Privatbesitz.

## Kirche und ehemaliges Kloster

### Bauliche Entwicklung
Mit dem Neubau der Kirche wurde bereits in der ersten Hälfte des 16. Jahrhunderts begonnen, in der zweiten Hälfte dieses Jahrhunderts wurden auch die neuen Klosteranlagen gebaut, wie der Schlafsaal, von dem heute noch Ruinen erhalten sind. Ab 1669 wurde die Kirche erneut umgestaltet und erhielt dann bis zu Beginn des 18. Jahrhunderts seine heutige Barockgestalt. Der ab 1671 errichtete neue Kreuzgang wurde nach 1834 beseitigt. Heute sind neben der Kirche noch die Sakristei, ein Saal und ein Nebengebäude erhalten.

### Chor
Die Kirche hat eine Grundfläche von etwa 55 × 12 Meter. Über den seitlichen Eingang auf der Südseite prangt das Wappen der Abtei von Alcobaça. Im Inneren ist die Kirche etwa mittig durch ein bis zur Decke reichendes Holzgitter vollkommen abgetrennt. Nur eine Türöffnung verbindet die Altarseite, die auch für die Gläubigen zugänglich war, mit dem die andere Hälfte einnehmenden Chor, der den Nonnen vorbehalten war und wo sich auf beiden Seiten dieses abgetrennten Teiles der Kirche eines der besterhaltenen und größten Chorgestühle Portugals befindet. Dessen hochklappbaren Sitze weisen auf der Unterfläche wiederum herausklappbare kleine Stehstützen auf, so dass die Nonnen dort bei lang andauerndem rituellen Stehen einen sie entlastenden Halt finden konnten (eine Einrichtung, die von ihnen umgangssprachlich Misericórdia, also Barmherzigkeit, genannt wurde). Oberhalb der Abtrennung war auf einer Empore die Orgel aufgestellt, die sich heute in Privatbesitz befinden soll. Am Ende des Chorraums führte ursprünglich eine heute noch vorhandene manuelinische Tür zum früheren Kreuzgang. Die Kacheln und das Chorgestühl stammen aus dem späten 17. und frühen 18. Jahrhundert.

### Decke und Altarraum
Das Deckengewölbe der Kirche ist mit 80 bemalten Holztafeln ausgeschmückt, die aus dem Beginn des 18. Jahrhunderts stammen. Während im Bereich des der Öffentlichkeit zugänglichen Teils der Kirche allgemeine religiöse Sinnbilder dargestellt sind, werden auf den Deckenfeldern des Chores ausschließlich Heiligenbilder aus der Geschichte des Benediktiner- und Zisterzienserordens wiedergegeben. Der der Öffentlichkeit zugängliche Altarraum weist mehrere Seitenaltäre auf. Der Hochaltar besteht aus vergoldeten Schnitzereien mit zwei aus dem 18. Jahrhundert stammenden salomonischen Säulenpaaren und einer Empore.

### Sakristei

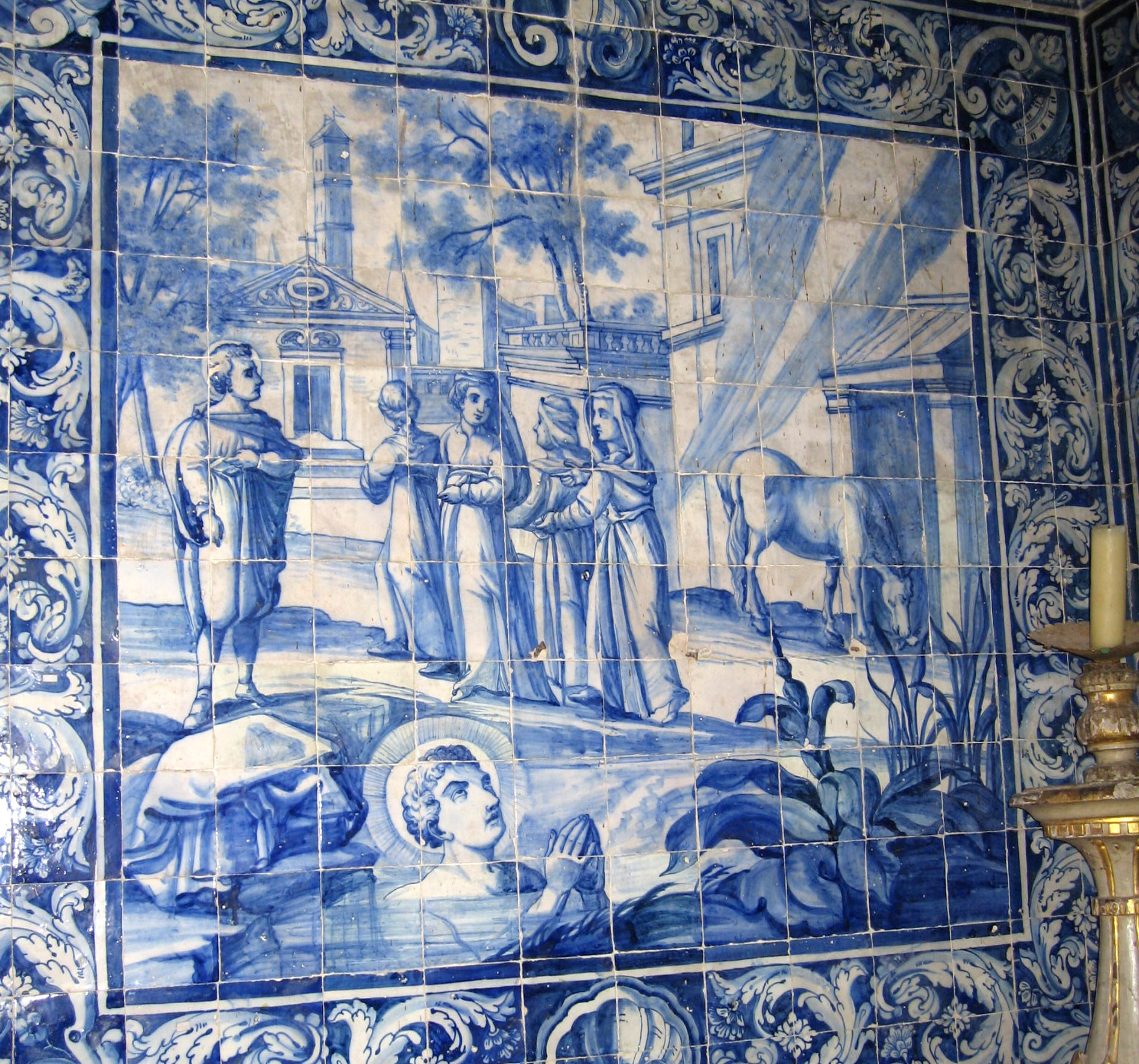
Die Versuchung des Hl. Bernhards

Die seitlich des Altarraums auf der Nordseite liegende etwa 49 m² große Sakristei ist rundum mit Azulejos aus dem 18. Jahrhundert ausgekleidet, die in zehn großflächigen Darstellungen Bilder aus dem Leben des Heiligen Bernhard von Clairvaux wiedergeben. Die Vorlagen wurden dem Bildband „Vita et Miracula D. Bernardi Clarevalensis Abbatis“ aus dem Jahre 1587 des italienischen Künstlers António Tempesti entnommen. Dargestellt werden bedeutsame Stationen in Bernhards Leben, wie etwa die seiner Entscheidung zum geistlichen Leben, wo er der sexuellen Versuchung nur durch ein kaltes Tauchbad widerstehen kann (hier wiedergegeben), oder die des legendären Wunders von Arroça, wo ihm die Bändigung des Teufels gelingt.